# Sepanyul
Sepanyul is een bestuurslaag in het regentschap Jombang van de provincie Oost-Java, Indonesië. Sepanyul telt 3115 inwoners (volkstelling 2010).